# Fatsa
Fatsa egy török város a Fekete-tenger partján, Ordu tartományban, 55 km-re  Ordu-tól, 165 km-re Samsuntól. A város régi neve Fanizan (Fanise).
Fatsa egyben Ordu tartomány egyik körzetének neve is. A körzet népessége 2008-ban 97 124, a városé 59 094 fő volt.

## Külső hivatkozások
- Fatsa kormány hivatalos honlapja
- Fatsa önkormányzatának hivatalos honlapja